# Tomas Jönsson (fotbollsspelare)
Mats Tomas Jönsson, född 25 januari 1969, är en svensk före detta fotbollsspelare (mittfältare/försvarare) som åren 1991–1996 representerade Gais.
Jönsson kom till Gais från Kungsbacka BI, och blev i maj 1991 stor derbyhjälte när han blev inbytt i halvtid och 30 minuter in i andra halvlek gjorde det enda målet i hemmaderbyt mot ärkerivalen IFK Göteborg, en klockren volley som IFK-målvakten Thomas Ravelli var chanslös på. Det blev hans enda allsvenska mål för Gais, som åkte ur Allsvenskan 1992. Jönsson blev sedan kvar i klubben i fyra säsonger till i division I 1993–1996.